# 巴勒莫中央车站
巴勒莫中央车站（義大利語：Stazione di Palermo Centrale）为意大利巴勒莫市的主要火车站，为西西里地区最重要的火车站之一。该火车站由意大利国家铁路公司运营。
巴勒莫中央车站由Di Giovanni设计，于1886年建成。该车站有10个站台。巴勒莫中央车站位于墨西拿－巴勒莫铁路、巴勒莫－特拉帕尼铁路之上。